# لويس بيلوندي
لويس بيلوندي برينديس (بالإسبانية: Luis Belaunde Prendes)‏ (4 أغسطس 1890 - 21 أبريل 1962) لاعب كرة قدم إسباني لعب مهاجماً لفرق أتليتكو مدريدوأتلتيك بلباو ونادي مدريد لكرة القدم (ريال مدريد حالياً) خلال 5 سنوات فقط بين عامي 1910 و1915.
فاز بيلوندي بكأس ملك إسبانيا 1911 مع أثلتيك بلباو، حيث بدأ النهائي أساسياً وسجل في المباراة النهائية، فيما حل وصيفًا مع نادي مدريد لكرة القدم في 1916، بعد خسارته النهائي أمام ناديه السابق. في نصف نهائي كأس الملك 1916، سجل ثلاثية ضد نادي برشلونة ليساعد فريقه للتأهل إلى النهائي.

## النشأة والتعليم
ولد بيلوندي في 4 أغسطس 1890 في خيخون، وكان أبوه لويس بيلوندي كوستا صاحب مصنع وصيرفياً، حيث كان رئيس بنك خيخون للائتمان الصناعي، بينما كانت أمه ماريا مرثيدس بريندس قريبة الكاتب أرماندو بالاسيو فالديز وابنة عمدة خيخون السابق مانويل برينديس إيفيا.
كونه من عائلة ثرية، درس بيلوندي في أحد المدارس المسيحية في خيخون، ولعب كرة القدم لفريق المدرسة، الذي كان غريم سبورتينغ خيخون في سنواته الأولى، ثم ابتعث إلى سويسرا لإكمال دراسته.

## المسيرة كلاعب

### سبورتينغ خيخون
عاد بيلوندي إلى أشتورية في 1908 في سن الثامنة عشرة، وبدأ لعب كرة القدم في نادي سوميو إلى جانب التدرب مع فريق الاحتياطي لنادي سبورتينغ خيخون. وفي النهاية، حصل على مكان في التشكيلة الأساسية، حيث شارك إلى جانب الأخوين بويا (بلاسيدو وفيسينتي). في 26 أكتوبر 1910، كان جزءًا من فريق سبورتينغ الذي واجه نادي مدريد (ريال مدريد حالياً)، وساعد فريقه على تحقيق فوز بنتيجة 3-0 على الفريق الأبيض. لم يمر أداؤه الرائع دون أن يلاحظه أحد، حيث تعاقد نادي أتلتيك مدريد (كما كان يُعرف أتليتيكو مدريد آنذاك) مع 4 لاعبين من فريق سبورتينغ خيخون، وكان بيلوندي من ضمنهم.

### أتلتيكو مدريد وأثلتيك بلباو
تأقلم بيلوندي بسرعة مع ناديه الجديد، ويرجع الفضل في ذلك جزئيًا إلى مساعدة لاعبين سابقين من نادي خيخون، ساتورنينو وفرناندو فيلافيردي. تبع شقيقه الأصغر، مانويل، الذي لعب أيضًا لصالح سبورتينغ خيخون، خطى لويس وانضم إلى أتلتيكو أيضًا بعد فترة وجيزة.
أدى أداؤه المتميز في النادي إلى إعارته إلى نادي أثليتيك بلباو، للعب في نصف نهائي ونهائي كأس ملك إسبانيا 1911، حيث اضطر الفريق الباسكي إلى استبدال سلوب ومارتن، بعد احتجاجات الفرق الأخرى لعدم إقامتهما في إسبانيا للمدة اللازمة وهي 6أشهر. انتهى الأمر ببيلوندي إلى لعب دور حاسم في مساعدة الفريق على الفوز بكأس ملك إسبانيا 1911، حيث بدأ في كل من نصف النهائي ضد سوسيداد خيمناستيكا (2-0) وضد إسبانيول في النهائي، حيث سجل الهدف الثاني لفريقه محققاً فوزاً بنتيجة 3-1.
انتظر بيلوندي 3 سنوات قبل خوضه أول مباراة تنافسية له مع أتلتيكو مدريد في 9 نوفمبر 1913، وهو العام الذي بدأ فيه النادي أخيرًا في المنافسة على بطولة منطقة مدريد. في المجموع، لعب 9 مباريات في البطولة بين عامي 1913 و1915، وسجل 3 أهداف، اثنان ضد نادي مدريد في يناير ونوفمبر 1914، والثالث كان هدف الفوز ضد سوسيداد خيمناستيكا في 8 نوفمبر 1914. في موسمه الخامس والأخير مع أتلتيكو في عام 1916، تناوب على التواجد في تشكيلتي أتلتيكو ونادي مدريد، حيث لعب 6 مباريات رسمية مع الأول ومباراتين مع الثاني، وبالتالي أصبح اللاعب الأول (والوحيد) في التاريخ الذي يلعب لكلا الناديين في نفس الوقت. خلال هذه الفترة، كان يتدرب مع كلا الناديين في الوقت ذاته، بل إنه كان يتدرب أحيانًا مع مدريد صباحاً ومع أتلتيكو بعد الظهر.

### نادي مدريد
تمامًا كما فعل مع أثلتيك بلباو، كانت المباراتان اللتان لعبهما بيلوندي مع ريال مدريد في كأس ملك إسبانيا. في نصف نهائي نسخة 1916، واجه مدريد نادي برشلونة في أول كلاسيكو تنافسي منذ 14 عامًا، وبما أن كلا الفريقين فازا في مباراة الذهاب على أرضهما، فقد كان لا بد من لعب مباراة إعادة، لذلك تم تعزيز كلا الفريقين؛ مدريد مع بيلوندي من أتلتيكو وكازانوفا من أكاديمية طليطلة. أثبت بيلوندي أنه الخيار الأفضل حيث سجل ثلاثية، بما في ذلك هدف التعادل في اللحظة الأخيرة ليجعل النتيجة 4-4 ويفرض الوقت الإضافي، الذي انتهى بالتعادل 6-6. على الرغم من ذلك، أُبدل بيلوندي بزابالو في مباراة الإعادة الثانية، والتي انتهت بفوز مدريد 4-2. بدأ بيلوندي في النهائي في مواجهة ناديه السابق أثلتيك بلباو، وخسر بنتيجة 4-0.

## الحياة بعد الاعتزال
في 18 أغسطس 1951، أكد وزير المالية الإسباني فرنسيسكو غوميز دي يانو أن بيلوندي سيتولى فعليًا منصب الرئيس الأعلى لإدارة الهيئة العامة لإدارة الخزانة العامة.

## الحياة الشخصية والوفاة
تزوج بيلوندي من أسونسيون فرنانديز مونتيرو، وهي من مواليد بالماسيدا، واتخذ الزوجان من الإسكوريال محل إقامة. كان لديهما ابن واحد، لويس بيلوندي فرنانديز (1937-2003).
توفي بيلوندي في 21 أبريل 1962، عن عمر يناهز 71 عامًا.

## الإنجازات
أثلتيك بلباو
- كأس ملك اسبانيا:
  - البطل: 1911

نادي مدريد
- كأس ملك اسبانيا:
  - الوصيف: 1916